# اران (استان ساسانی)
اَران یا اَردان (که در منابع لاتین بنام آلبانی قفقاز شناخته می‌شود)، یکی از استان‌های ایران در دوران ساسانی بود. این سرزمین که تقریباً برابر با جمهوری آذربایجان کنونی است، در سال ۲۵۲ میلادی توسط ساسانیان ضمیمه شد و با حمله مسلمانان به ایران تحت حاکمیت مسلمانان درآمد.
نام آلبانی از واژه یونانی باستان Ἀλβανία و واژه لاتینی Albanía به دیگر زبان‌ها راه یافته است. همچنین آلبانی در قفقاز را نباید با کشور آلبانی در اروپا اشتباه گرفت. این دو سرزمین هیچ وجه اشتراکی با یکدیگر ندارند. این نام از منابع یونانی گرفته شده است و نویسندگان ارمنی آن را به اشتباه در منابع تاریخی ارمنی زبان وارد کرده اند.

## تاریخ
در سال ۲۵۲/۳ میلادی آران همراه با ویروزان (گرجستان) و ارمنستان توسط شاپور یکم ساسانی (ح. ۲۴۰–۲۷۰) فتح شد. آران سلطنت خود را حفظ کرد، اگرچه پادشاه آن هیچ قدرت واقعی نداشت و بیشتر اقتدار مدنی، مذهبی و نظامی در اختیار مرزبان ساسانی در این منطقه بود.در اواسط قرن چهارم میلادی، پادشاه اران به نام اورنایر، وارد ارمنستان شد و توسط گریگور روشنگر غسل تعمید یافت. با این حال مسیحیت به آرامی در اران گسترش یافت و پادشاه آران به ساسانیان وفادار ماند. پس از تقسیم ارمنستان میان بیزانس و ایران (۳۸۷)، اران با کمک ساسانیان توانست تمام ساحل راست رود کورا تا رود آراکس، از جمله آرتساخ و اوتیک را از ارمنستان تصرف کند .
پادشاه ساسانی یزدگرد دوم که می‌ترسید مسیحیان با رومیان (که اخیراً مسیحیت را پذیرفته بود) متحد شوند، فرمانی صادر کرد و بر اساس آن همه مسیحیان کشور ملزم به گرویدن به دین زرتشتی می‌شدند. این امر منجر به شورش آرانی‌ها، ارمنی‌ها و ویروزانی‌ها شد. واچه، حاکم اران که از خویشاوندان یزدگرد دوم بود، به دین رسمی امپراتوری ساسانی گروید، اما به سرعت به مسیحیت بازگشت. در اواسط قرن پنجم به دستور پادشاه ساسانی پیروز یکم واچه در اوتیک شهری را در ابتدا به نام پیروزآباد بنا کرد و آن را مرکز اران ساخت که بعداً نام آن به پارتاو و سپس به بردا تغییر یافت. اران پس از مرگ واچه، سی سال بدون حاکم ماند. بلاش ساسانی دولت اران را با برگزیدن واچاگان، پسر یزدگرد و برادر واچه، شاه قبلی اران، احیا کرد.
در پایان قرن پنجم میلادی، شاهزادگانی از خاندان پارتی مهرانیان که ادعا داشتند از تبار ساسانیان هستند، جایگزین سلسله باستانی اران شدند. آنها عنوان «ارانشاه» (یعنی شاه آران) را به خود اطلاق می‌کردند.خاندان مهران حتی تحت حکومت مسلمانان تا ۲–۸۲۱ میلادی دوام آوردند. در اواخر قرن ششم و اوایل قرن هفتم میلادی، اران به میدان جنگ بین ایران ساسانی، امپراتوری بیزانس و خزرستان تبدیل شد که دو دولت دوم اغلب به عنوان متحد عمل می‌کردند. در طول سومین جنگ ایران و ترکان، خزرها به اران حمله کردند و رهبر آنها تون جبغو خان خود را ارباب آران معرفی کرد و بر بازرگانی و ماهیگیری رودهای کورا و آراکس مالیات وضع کرد. اران بعدها در جریان حمله اعراب به ایران توسط آنان تسخیر شد.